# James George Frazer
Sir James George Frazer (ur. 1 stycznia 1854 w Glasgow, zm. 7 maja 1941 w Cambridge) – szkocki antropolog społeczny, filolog i historyk religii. Wywarł znaczny wpływ na wczesne etapy współczesnych studiów nad mitologią i porównywaniem religii.

## Życiorys
James George Frazer urodził się w rodzinie zamożnego aptekarza Daniela Frazera w Glasgow, jako najstarsze z czworga dzieci. Jego rodzice byli gorliwymi członkami Free Church of Scotland, radykalnej grupy religijnej, która w 1840 oderwała się od Church of Scotland.
Rozpoczął studia w bardzo wczesnym wieku 15 lat, gdyż już wtedy przejawiał znaczne zdolności intelektualne. Początkowo studiował w uniwersytecie w Glasgow, gdzie osiągał znakomite wyniki w nauce i obronił dyplom. Pisane przez niego w tym okresie pamiętniki (kontynuowane do końca życia) zdradzają, że już wtedy zapałał wielką miłością do starożytności klasycznej, postrzegał świat jako system rządzony przez niezmienne prawa natury, i że boleśnie przeżył utratę dziecięcej wiary religijnej.
Przeniósł się do Anglii by kontynuować studia, gdyż uważał, że chociaż studia w Glasgow bardziej poszerzają horyzonty intelektualne, studia w Anglii cechują się wyższym poziomem – podjął więc w 1874 naukę w Trinity College na Uniwersytecie Cambridge, gdzie obronił dyplom ze sztuki klasycznej. Dysertacja z 1879 o epistemologii platońskiej przyniosła mu członkostwo (fellowship) Trinity College.
Następnie studiował prawo w Middle Temple, jednak nigdy go nie praktykował. Do końca życia związany był z Trinity College, wyłączając lata 1907–1908, które spędził na Uniwersytecie Liverpoolskim. W 1914 nadano mu tytuł szlachecki.
Studia nad mitami i religią stały się jego obszarem zainteresowania. Wyłączając Włochy i Grecję Frazer nie podróżował zbyt dużo. Jego głównymi źródłami danych były starożytne historie przesyłane do misjonariuszy i urzędników Imperium Brytyjskiego na całym świecie. Jego zainteresowanie antropologią społeczną powstało po przeczytaniu Cywilizacji pierwotnej (E.B. Tylor Primitive Culture, 1871). Zachęcił go do tego także jego przyjaciel, William Robertson Smith, który szukał powiązań pomiędzy Starym Testamentem a wczesnym folklorem hebrajskim.
Frazer studiował religie jako fenomen kulturowy, nie stosował zaś podejścia teologicznego. Jako pierwszy opisał powiązania pomiędzy mitami a rytuałami. Jego teorie totemizmu zostały wyparte przez te stworzone przez Claude’a Lévi-Straussa.
Złota gałąź (The Golden Bough), najbardziej znana z jego prac, studium starożytnych kultów, rytuałów i mitów, oraz ich powiązań ze wczesnym chrześcijaństwem wciąż jest źródłem ważnych informacji dla antropologów. Jej pierwsza edycja została opublikowana w 1890 roku, zaś trzecia ukończona została w 1915 i zawierała 12 tomów, z dodatkowym tomem 13 wydanym w 1936.

## Odznaczenia
W 1914 roku otrzymał tytuł szlachecki. W 1925 roku został odznaczony Orderem Zasługi.

## Dzieło

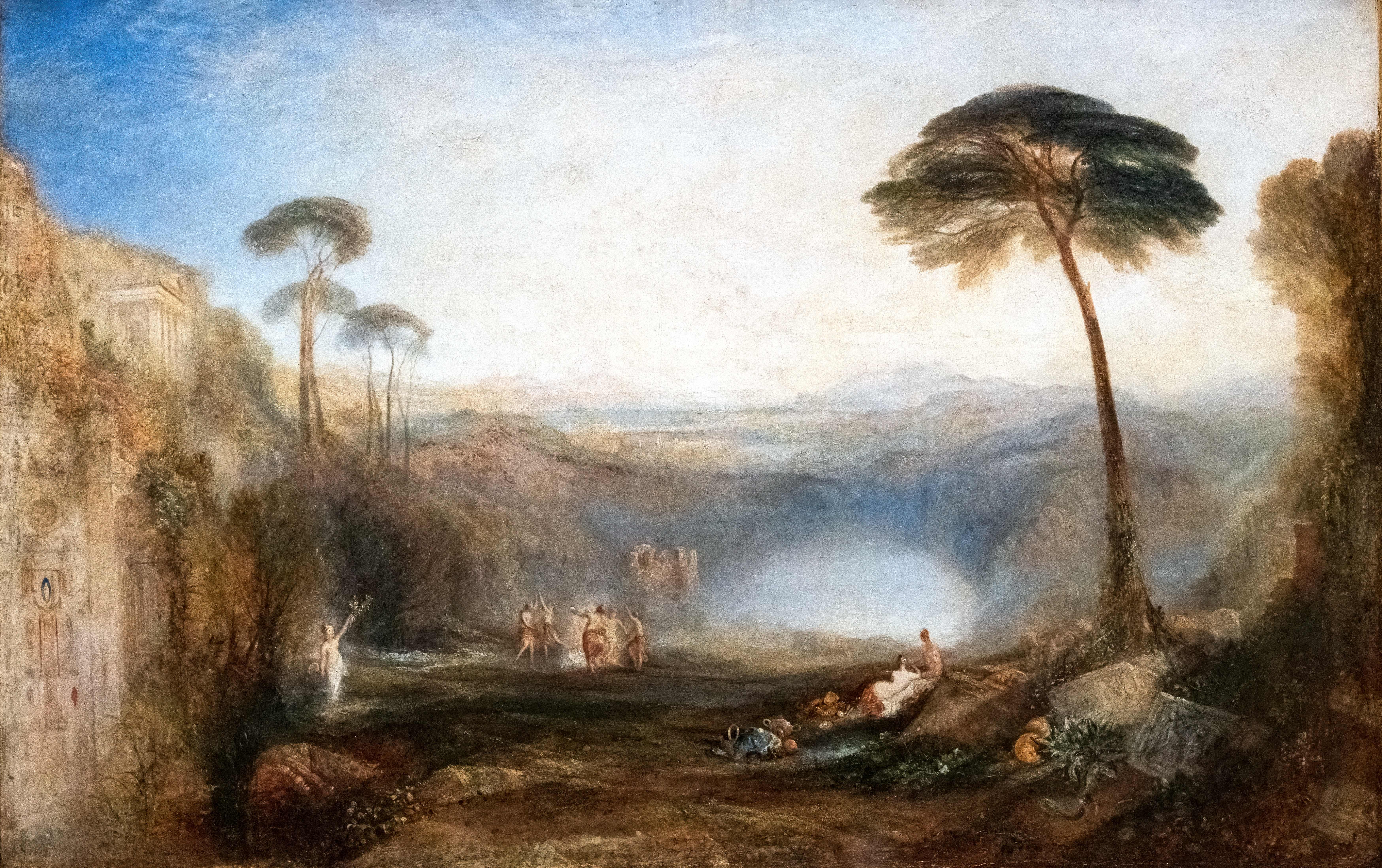
Złota gałąź. Obraz M.W. Turnera, The Turner Collection, Tate Gallery.

### Frazerowski model ewolucyjny
Model ewolucji kulturowej ludzkości autorstwa Frazera opiera się w znacznej mierze na wcześniejszych modelach stworzonych przez Johna Lubbocka, Edwarda Burnetta Tylora i przede wszystkim Lewisa Henry’ego Morgana. Składa się on z trzech stadiów ewolucyjnych, przy czym każde stadium charakteryzuje się osobliwym systemem wierzeń i odpowiadającym mu poziomem cywilizacyjnym.
- Magia – dzikość(inne języki) (magiczny typ kultury)
- Religia – barbarzyństwo (religijny typ kultury)
- Nauka – cywilizacja (naukowy typ kultury, nowożytno-europejski typ kultury)

Frazer – podobnie jak John Lubbock – twierdził, że zanim pojawiła się magia, u ludzi występował pierwotny, „pozwierzęcy” ateizm. Ateizm ponownie miał się pojawić dopiero wraz z narodzinami kultury typu naukowego. Frazer nie traktuje religii jako „błędu w rozwoju ludzkości” (np. tak jak John Lubbock), ale jako jedno ze stadiów rozwojowych, przez które musi przebrnąć każde ze społeczeństw na drodze swego rozwoju od magii do nauki. Frazer często zaznaczał, że nauka wcale nie musi być ostatnim z etapów ewolucji kulturowej ludzkości.

#### Magiczny (mityczny) typ kultury
Według Frazera u zarania dziejów człowiek posiadał całkowicie błędną wiedzę dotyczącą przyczyn i zależności zjawisk zachodzących w przyrodzie. Filarem frazerowskiej teorii kultury magicznej jest definicja tzw. magii sympatycznej. Główną cechą magii sympatycznej była wiara ludzi w pewne mistyczne relacje istniejące pomiędzy rzeczami a zjawiskami, nazywanych prawem ładu wewnętrznego. Magia sympatyczna „tłumaczy świat” na podstawie dwóch zasad. Pierwszą z tych zasad możemy określić mianem zasady podobieństwa, czyli magią homeopatyczną. Magia homeopatyczna występuje w chwili, kiedy ludzie wierzą, że „podobne powoduje i wytwarza podobne”. Chęci zawładnięcia prawami przyrody przejawiają się w tym wypadku w ich naśladowaniu. U ludzi „dzikich”, którzy praktykują ten rodzaj magii, spotykamy się m.in. z próbą przywołania deszczu za pośrednictwem wylewania wody na ziemię, z usiłowaniami mającymi na celu osłabienie przeciwnika np. za pomocą niszczenia jego portretu. Drugą zasadę można nazwać prawem dotyku – magią przenośną. Zasada ta wynika z przekonania, że rzeczy, które wcześniej były już z sobą w kontakcie lub tworzyły całość, będą na siebie oddziaływać również po ich rozdzieleniu (przy braku kontaktu fizycznego pomiędzy rzeczami), często niezależnie od odległości. Klasycznym przykładem wiary w magię przenośną jest m.in. próba zdobycia jakiejś części ciała przeciwnika (włosów, paznokci) lub jego ubrania, by za ich pośrednictwem negatywnie wpływać na jego życie.

#### Religijny typ kultury
Narodziny religii, która z czasem wyparła magię, rozpoczynają wyższe stadium rozwojowe kultury. Według Frazera religia powstała w momencie, gdy człowiek stracił wiarę w zasady magii homeopatycznej i przenośnej i jednocześnie czuł, że nie jest w stanie zapanować nad przyrodą za pomocą własnych sił. Wiara w siły nadprzyrodzone, które miałyby panować nad wszechświatem, skłoniła czarowników do specjalizacji na kapłanów religijnych. Ich domniemana możliwość kontaktowania się z siłami nadprzyrodzonymi umożliwiała im często zdobycie wielkiego prestiżu społecznego i władzy nad resztą ludzi. Ci najznaczniejsi stawali się często „królami boskimi”, a ich dusze były po śmierci czczone jako bóstwa.

#### Naukowy (nowożytno-europejski) typ kultury
Ostatnim i najwyższym stadium kultury ludzkiej jest nauka, która pod względem swych założeń ma więcej cech wspólnych z magią niż z religią. Ludzie w kulturze typu naukowego wierzą, podobnie jak w magicznym typie kultury, w możliwość panowania nad przyrodą za pomocą swych umiejętności technicznych bez potrzeby pozyskania przychylności (łaski) sił nadprzyrodzonych. W tym wypadku ich działania są oparte na znajomości „prawdziwych” związków przyczynowo-skutkowych i zasad fizyki.

## Dzieła
- 1887 – Totemism.
- 1890 – The Golden Bough: a Study in Magic and Religion, wydanie I, 2 tomy (Londyn: Macmillan).
- 1897 – Descriptions of Greece, Pausanias (tłumaczenie i komentarze).
- 1900 – The Golden Bough..., wydanie II, 3 tomy (Londyn: Macmillan).
- 1906–1915 – The Golden Bough..., wydanie III, 12 tomów (Londyn: Macmillan). Do tego wydania załączono jako tom 13 suplement pdt. Aftermath (1936).
- 1909 – Psyche’s Task.
- 1910 – Totemism and Exogamy.
- 1919 – Folk-Lore in the Old Testament: Studies in Comparative Religion, Legend and Law, 3 tomy.
- 1913–1924 – The Belief in Immorality and the Worship of the Dead, 3 tomy.
- 1921 – Apollodorus: the Library.
- 1926 – The Worship of Nature.
- 1927 – The Gorgon’s Head and other Literary Pieces.
- 1927 – Man, God, and Immortality.
- 1927 – The Gorgon’s Head and other Literary Pieces.
- 1929 – Fasti, Owidiusz (tłumaczenie).
- 1930 – The Growth of Plato’s Ideal Theory.
- 1930 – Myths of the Origin of Fire.
- 1931 – Garnered Sheaves.
- 1933 – Condorcet on the Progress of the Human Mind.
- 1933–1936 – The Fear of the Dead in Primitive Religion.
- 1935 – Creation and Evolution in Primitive Cosmogonies, and Other Pieces.

### Polskie przekłady
- Czarownik, kapłan, król: wykłady o pierwotnych dziejach instytucji królewskiej, przeł. I. Wajnberg, Warszawa 1911
- Złota gałąź. Studia z magii i religii, wyd. I-VI: Warszawa 1962, 1965, 1969, 1971 (2 tomy), 1978, 1996 PIW; wyd VII: Warszawa 2002, tłum. Krzeczkowski Henryk, Wyd. KR, s. 536, ISBN 83-89158-04-3 (The Golden Bough, 1890)

## Opracowania
- S. Seliga, Klasyczne dzieło Frazera, „Meander” 1948 nr 9.
- Mirosław Nowaczyk, James George Frazer, „Euhemer” 1961 nr 6, s. 28–48.
- Mirosław Nowaczyk, Motywy euhemerystyczne w twórczości Jamesa G. Frazera, Euhemer – Zeszyty filozoficzne, 1962 nr 3, s. 143–156.
- Tadeusz Margul, Edward Burnett Tylor i James George Frazer – dwaj czołowi przedstawiciele ewolucjonistycznego religioznawstwa angielskiego, [w:] tegoż, Sto lat nauki o religiach świata, Warszawa 1964.
- Julian Krzyżanowski, Frazer, [w:] Słownik folkloru polskiego, Warszawa 1965.
- Andrzej Szyjewski, Sir James George Frazer, [w:] Religia. Encyklopedia PWN, t. 4, s. 107–109.